# Hesperantha inconspicua
Hesperantha inconspicua là một loài thực vật có hoa trong họ Diên vĩ. Loài này được (Baker) Goldblatt mô tả khoa học đầu tiên năm 2003.